# Templerprozess
Die Templerprozesse sind eine Reihe von kirchlichen und weltlichen Gerichtsverfahren, die 1307 seitens der französischen Krone initiiert wurden und 1312 mit der Auflösung des Templerordens durch päpstlichen Erlass endeten.

## Chronologie der diversen Verfahren und ihre Hintergründe

### Die Verhaftung und das erste Verfahren 1307

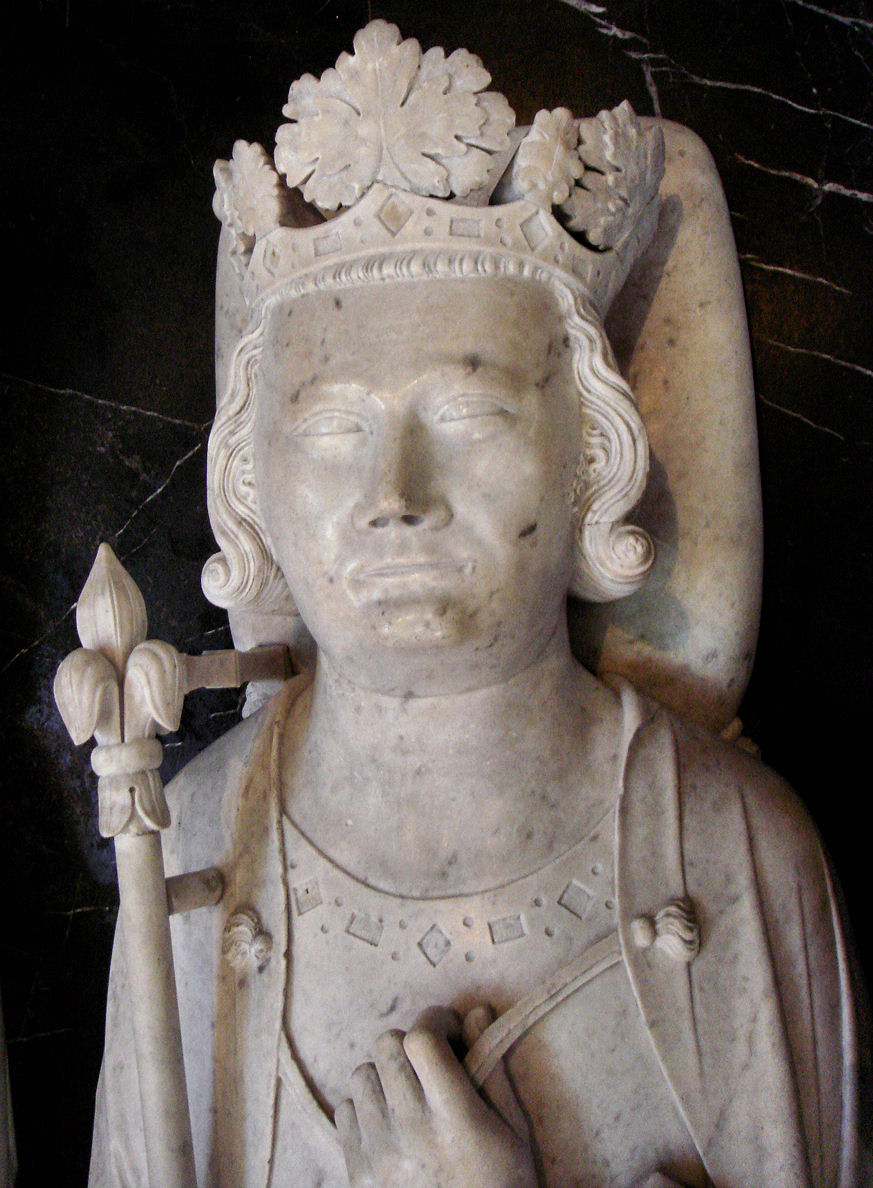
Philipp IV. der Schöne, Grabbüste in der Kathedrale von Saint-Denis

Der Prozess gegen die Templer nahm seinen Anfang im Königreich Frankreich. Philippe IV. hatte die Verhaftung der Templer in seinem Reich in Übereinstimmung mit seinem Rat am 14. September 1307 beschlossen, das mit dem Fest der Kreuzerhöhung zusammenfällt. Briefe wurden zu allen Vasallen und Beamten des Königreichs gesandt, die genaue Anordnungen für die am Freitag, dem 13. Oktober geplante Polizeiaktion enthielten. In seinem Arrestationsbefehl stützt sich König Philippe IV. auf Gerüchte und Denunziationen, durch die er sich gezwungen gesehen habe zu reagieren. Das Schreiben spricht von einem vehementen Verdacht der Häresie und präzisiert die vier ersten Anklagepunkte gegen die Templer. Die Erklärung des vehementen Verdachtes und die damit ausgesprochene Infamie rechtfertigte seit dem 13. Jahrhundert die Eröffnung eines kanonischen Verfahrens. Das so veröffentlichte Faktum der Infamie beinhaltete gleichzeitig die Exkommunikation des Beschuldigten. Damit schuf der König ein Präjudiz noch vor der eigentlichen Prozesseröffnung. Gegen die Privilegien des Ordens und auch gegen das Kirchenrecht verstoßend, fanden die ersten Verhöre der Ordensbrüder vor Beamten des Königs statt. Nur einige Protokolle dieses ersten Verfahrens sind erhalten: aus Beaucaire, Bigorre, Caen, Cahors, Carcassonne und Nîmes.
Die ersten Anklageartikel und ihre wahrscheinlichen Ursprünge
Der Arrestationsbefehl für die Templer, erlassen durch den französischen König Philipp IV. im September 1307, enthielt die ersten Anklagepunkte: während ihrer Professzeremonie sollen die Ordensbrüder dreimal Christus verleugnen, dreimal auf ein Kruzifix spucken, sich einen dreifachen Kuss erteilen auf „das Ende des Rückgrates“ (Osculum infame), den Nabel und den Mund, sich mit ihrem Gelübde zur Homosexualität verpflichten. (Dieser Punkt wurde damit, dass auf dem Templersiegel zwei Ritter auf einem Pferd saßen, verstärkt. Die Templer wollten damit ausdrücken, dass sie in Armut zu leben pflegten, wie der Name des Ordens schon zum Ausdruck bringt, doch man beschuldigte die Ritter, dass dies Homosexualität ausdrücken sollte.) Überdies hätten sie „Gott verlassen und Dämonen angebetet“. Dies sind die Anschuldigungen, die das gesamte Mittelalter hindurch in literarischen und historischen Werken gegen die Moslems erhoben werden. Jene, so wurde behauptet, zwängen ihre christlichen Gefangenen, ihren Glauben zu verleugnen und auf das Kreuz zu spucken und praktizierten dies auch selbst. Diese Anschuldigungen gegen die Moslems in der Zeit der Kreuzzüge mögen zum Teil der historischen Wahrheit entsprechen – die Anklage der Götzenverehrung ist jedoch rein legendär. Man findet außerdem Parallelen zwischen den gegen die Templer erhobenen Anklagepunkten und denen gegen Papst Bonifaz VIII., die ebenfalls auf Geheiß Philipps fabriziert wurden. Die Beschuldigung der unsittlichen Küsse stammt vermutlich aus dem Volksglauben, wo Erzählungen über Analküsse als Zeichen des Lehnseides an den Teufel im Umlauf waren. Aber vielleicht ist dieser Punkt auch eine einfache Verkehrung allgemeiner liturgischer Praktiken, die den Mundkuss und einen Kuss auf die Brust als Zeichen des Friedens kannten.
Diese ersten Anklageartikel bildeten die Verhörgrundlage in den ersten beiden Verfahren des Prozesses. Philipp IV. hatte seinen Gendarmen befohlen, besonders auf dem Geständnis der Verleugnung Christi zu insistieren – wenn nötig, mit Hilfe der Folter.

### Die Hinzuziehung der Inquisition und das Problem des „summarischen Verfahrens“

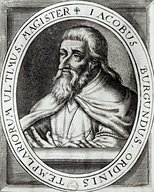
Jacques de Molay

In einem zweiten Verfahrensgang wurde ab dem 19. Oktober 1307 die Inquisition hinzugezogen. Einige Fragmente der in Chaumont, Troyes und Renneville aufgenommenen Protokolle sind überliefert. Die 138 Gefangenen im Temple von Paris, deren Protokolle ebenfalls noch existieren, gestanden alle außer fünf Brüdern die ihnen vorgeworfenen Verbrechen. Am 24. Oktober fand das erste Verhör des Meisters Jacques de Molay durch den dominikanischen Inquisitor Guillaume Imbert ebenfalls in Paris statt.
Während dieser ersten beiden Verfahren wandte man einen Verfahrensmodus an, der noch nicht genau definiert war und der später „summarisches Verfahren“ genannt werden sollte, und in dem die Rechte der Angeklagten im Vergleich zu traditionellen Prozessformen starken Einschränkungen unterworfen wurden. Die noch existierenden Protokolle weisen starke Parallelen zwischen den einzelnen Geständnissen auf, jedoch nur im lokalen Rahmen einer Protokollserie. Demhingegen sind Aussagen ein und derselben Person in den verschiedenen Verfahren unterschiedlich. Ursache dieser Parallelen ist die Praxis der Verhörführung und die Formalisierung der Protokolle innerhalb des jeweiligen Verfahrens.

### Der Protest Papst Clemens V. und die Bulle „Pastoralis Praeeminentiae“

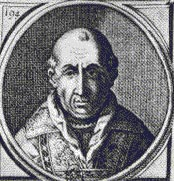
Clemens V.

Am 27. Oktober 1307 protestierte Papst Clemens gegen die Verhaftung der Templer, die angewandte Folter und die Einziehung der Güter. Am 28. Oktober ließ König Philippe IV. den Meister Jacques de Molay und einige andere Brüder vor einer Versammlung von Prälaten und Doktoren der Universität auftreten. Der Meister erkannte öffentlich sämtliche dem Orden vorgeworfenen Verbrechen an und siegelte sogar ein Schreiben, mit dem er alle Templer aufforderte zu gestehen. Die Gründe dieser Handlung sind unbekannt. Möglicherweise wollte Jacques de Molay seine Mitbrüder vor weiterer Folter schützen, darauf vertrauend, dass der Papst das unrechtmäßige Verfahren ohnehin für null und nichtig erklären würde. Die folgenden Wochen vergingen mit geheimen Verhandlungen von Clemens V. und König Philippe. Sie endeten am 22. November mit der Bulle Pastoralis praeeminentiae, die die Verhaftung der Templer nunmehr in allen Ländern, aber auch deren Überstellung an die Kirche, anordnete. Papst Clemens sandte zwei Kardinäle nach Paris, damit sie das Verfahren neu aufrollten. Vor ihnen widerriefen sowohl Jacques de Molay, als auch die übrigen Großwürdenträger – Hugues de Pairaud, Visitator von Frankreich; Godefrois de Charny, Provinzmeister der Normandie und Godefrois de Gonneville, Provinzmeister des Poitou – ihre vorigen Geständnisse. Zu Beginn des Jahres 1308 suspendierte Papst Clemens die Gewalt der Inquisitoren in der Templerangelegenheit mit der Begründung ihres nicht autorisierten und voreiligen Eingreifens. König Philippe versuchte daraufhin, sich von den Doktoren der Universität die theoretische Grundlage seines Eingreifens zu beschaffen. Darüber hinaus berief er die Generalstände nach Tours ein, auf die Unterstützung des Bürgertums bauend. Durch die Propaganda des Königs quasi selbst mit einer Anklage wegen Unterstützung der Häresie bedroht, stimmte der Papst am 29. Mai 1308 einer Verhandlung mit Philippe IV. zu.

### Das Verfahren in Poitiers 1308
Vom 28. Juni bis zum 1. Juli fand das dritte Verfahren des Templerprozesses statt. Hierbei wurden 72 durch die Agenten des Königs ausgewählte Templer aus dem ganzen Königreich dem Papst und einer Kardinalskommission vorgeführt. Die Mitglieder dieser Kommission – Pierre, Bischof von Palestrina, Béranger Frédol der Ältere, Bischof von Béziers, sowie Thomas de Sainte-Sabine, Étienne de Suisy, Landulph und Pietro Colonna – saßen den Verhören getrennt vor. 33 Protokolle sind überliefert. Sie enthalten die Geständnisse von 19 Servienten (d. h. Ordensmitgliedern nicht-adliger/ritterlicher Abstammung, die sich in „Kämpfer“ und „Handwerker“ gliederten und derselben Regel wie die Ritterbrüder unterlagen), unter ihnen drei Komture, 10 Ritter, unter ihnen 7 Komture und 4 bereits aus dem Orden ausgestoßene ehemalige Templer, unter ihnen ein Priester. Im Textvergleich bieten die Geständnisse kein homogenes Bild, da sich die Zeugen weitestgehend an ihren früheren, vor den Beamten des Königs oder der Inquisition abgelegten Geständnissen orientierten (in den Fällen, wo jene noch erhalten sind, sind mit diesen Übereinstimmungen festzustellen). Denn nur wenn die Zeugen ihre früheren Geständnisse wiederholten, hob man die auf ihnen lastende Exkommunikation auf. Der Meister und die Würdenträger wurden in der Burg von Chinon eingekerkert und im August desselben Jahres ebenfalls durch die Kardinäle befragt.
Nach dieser Farce schien der Papst von den Verbrechen des Ordens überzeugt gewesen zu sein. Jedenfalls hob er die Suspension der Inquisition auf und befahl den kanonischen Prozess gegen die Templer und ihren Orden mit der Bulle Subit assidue. Von da an oblag es den Bischöfen und Erzbischöfen der einzelnen Kirchenprovinzen, auf Diözesankonzilien gegen die Personen des Ordens vorzugehen. Die Untersuchung gegen den Orden als Organisation wurde einer anderen päpstlichen Kommission übergeben. Die Bulle Faciens misericordiam, veröffentlicht am 12. August 1308, enthielt eine detaillierte Liste mit neuen Anklageartikeln und exakte Anweisungen für die Arbeit der Diözesankommissionen. Am selben Tag berief Clemens V. mit der Bulle Regnans in Caelis für das Jahr 1310 ein allgemeines Konzil nach Vienne ein.

### Die päpstliche Kommission von Paris und die Verteidigung des Ordens

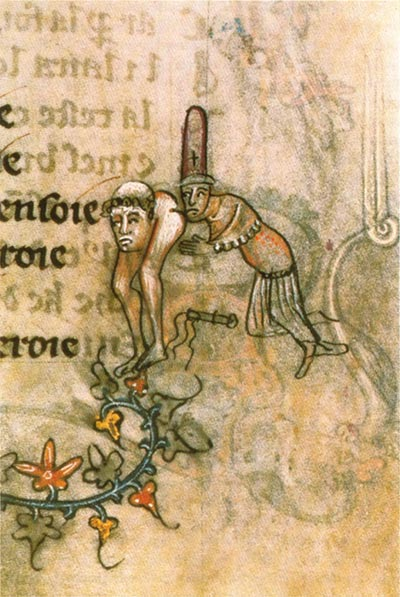
Ein Templer küsst einen Kleriker auf das Gesäß, frz. Miniatur um 1350 aus Jacques de Longuyon: Les Voeux du Paon. Sodomie war einer der Anklagepunkte gegen die Templer.

Die päpstliche Kommission zur Untersuchung gegen den Orden als Gesamtheit konstituierte sich parallel zu den Diözesankommissionen, die auf Bistumsebene gegen die einzelnen Personen des Ordens vorgehen sollten, in Paris. Ihre Mitglieder waren Gilles Aycelin, Erzbischof von Narbonne, Guillaume Durant, Bischof von Mende, Raynald de Laporte, Bischof von Limoges, Guillaume de Trie, Bischof von Bayeux, Matthäus von Neapel, Apostolischer Notar, Johannes von Mantua, Erzdiakon von Trient, Jean de Montlaur, Erzdiakon von Maguelonne und Guillaume Agarni, Propst des Domkapitels von Aix-en-Provence. Nicht allein die Templer, sondern alle Personen, die eine Aussage machen wollten, sind diesmal durch öffentliche Zitation vor die päpstliche Kommission geladen. Zum ersten Mal ist auch eine Verteidigung eingefordert. Aber erst im Frühjahr 1309 werden die beiden Bullen in alle Länder ausgesandt. Aufgrund von Kompetenzstreitigkeiten und der verspäteten Bekanntmachung der Vorladung an die Templer selbst beginnt die päpstliche Kommission erst im November 1309 mit ihrer Arbeit. Am 26. November fand das erste Verhör von Jacques de Molay vor der Kommission statt. Er erklärte sich bereit, den Orden zu verteidigen und bat um die notwendigen Mittel für diese Verteidigung. Zwei Tage später fand das zweite Verhör des Meisters statt. Diesmal bat er die Kommissare, ihn mit dem Papst selbst sprechen zu lassen, was ihm jedoch nicht gestattet wurde.
Ab Februar 1310 präsentierten sich eine große Zahl Templer in Paris, die den Orden verteidigen wollten. Schließlich erreichte ihre Zahl 560. In einer zweiten Sitzung von April bis März 1310 befragte die päpstliche Kommission die Zeugen nach einer neuen Liste von 128 Anklagepunkten. Am 2. März wurde der Meister zum dritten Mal vor das Tribunal geführt. Am 28. März erklärten die im Garten des bischöflichen Palais in Paris versammelten Verteidiger sich erneut bereit, auszusagen. Die Kommission entschied aufgrund ihrer großen Zahl, dass sie Vertreter wählen sollten. Sie ernannten Pierre de Bologne, früher Prokurator des Templerordens beim Heiligen Stuhl, Rainald de Provins, Komtur von Orleans, sowie die Ritterbrüder Guillaume de Chambonnet und Bertrand de Sartiges. Diese Brüder erhielten die Freiheit, die Verteidigung zu organisieren, die Gefangenen zu besuchen und sie vor der päpstlichen Kommission zu vertreten. Doch am 12. Mai 1310 verurteilte der Erzbischof von Sens Philippe de Marigny – Vorsitzender der Diözesankommission, unter deren Jurisdiktion auch das Bistum Paris und damit die dort weilenden Templer fielen – 54 Ordensbrüder, die ihre früheren Geständnisse widerrufen und erklärt hatten, den Orden vor der päpstlichen Kommission verteidigen zu wollen, zum Tod auf dem Scheiterhaufen.

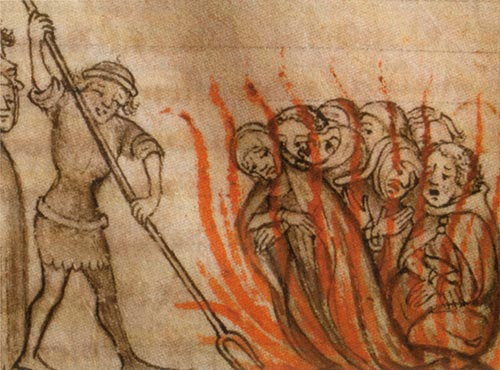
Verbrennung von Templern auf dem Scheiterhaufen. Anonyme Chronik des 14. Jh., Bibliothèque Municipale, Besançon

Daraufhin sah sich die päpstliche Kommission gezwungen, am 30. Mai ihre Arbeit einzustellen. Im Dezember des gleichen Jahres nahm sie sie wieder auf, doch war sie auf verlorenem Posten: Am 18. März 1311 befahl Papst Clemens allen kirchlichen und weltlichen Fürsten eine strengere Anwendung der Folter, um die noch nicht geständigen Templer zum Geständnis zu bewegen. Viele von denen, die früher den Orden entlastet hatten, machten nun zumindest teilweise Geständnisse. Der Großteil der durch die päpstliche Kommission aufgenommenen Protokolle datiert aus dieser letzten Sitzungsperiode bis Mai 1311, als die Arbeit auf den Befehl des französischen Königs definitiv eingestellt wurde. Die Protokolle sind sehr kurz, enthalten selten mehr als die Antwort zu den Hauptanklageartikeln anstatt des kompletten Fragenkatalogs mit 128 Punkten. Die Parallelen, die man bei der Prüfung der Protokolle zwischen den Aussagen entdecken kann, resultieren daraus, dass die gemeinsam nach Paris überführten und gefangengehaltenen Zeugen sich an früheren Aussagen vor ihren jeweiligen Diözesankommissionen orientieren. So kann man Ähnlichkeiten zwischen im Limousin verhörten Templern entdecken, auch wenn jene von ganz verschiedenen Persönlichkeiten in den Orden aufgenommen wurden, wohingegen die Prüfung der Ordensaufnahmen durch eine bestimmte Person – die natürlich nicht nur im Limousin stattfanden – eine große Bandbreite aufweisen. Ein vereinheitlichender Faktor war weiterhin die Formalisierung der Protokolle. Heute existieren noch 193 von ihnen. Es sind die Aussagen von 177 Servienten, unter ihnen eine große Anzahl Komture, 16 Rittern und 20 Priestern.

## Der Prozess der Diözesankommissionen außerhalb der französischen Kronlande

### Die erweiterten Anklagepunkte der Diözesankommissionen
Die Geständnisse der Templer aus den ersten beiden Verfahren in Frankreich, zunächst vor den Beamten des Königs, dann vor der Inquisition, dienten als Grundlage für die Ausformulierung einer Liste von 88 Anklagepunkten, die 1308 für die Diözesankommissionen aller Länder Europas des dritten Verfahrens redigiert wurde. In dieser Liste findet man nun verschiedene Varianten für die Verleugnung, die Profanation des Kreuzes und, vor allem, die verschiedensten Beschreibungen des angeblichen Idols. Die Zeugen greifen bei ihrer Aussage offensichtlich auf Beschreibungen von Idolen zurück, die sie aus der Hagiographie, aus biblischen Erzählungen oder aus dem ikonographischen Programm von Kirchen kannten. So taucht ein dreiköpfiger Antichrist zum Beispiel in der französischen Bible Moralisée auf. Beschreibungen und Abbildungen von Idolen finden sich auch in den mittelalterlichen Papstprophetien, die dem Mönch Joachim von Fiore zugeschrieben wurden: in diesem Fall handelt es sich um einen Kopf oder Büste eines bärtigen Mannes. Die zweite Liste der Anklagepunkte enthält aber auch viele neue Beschuldigungen theologischer Art gegen die Templer, die den bischöflichen Kommissaren dabei helfen sollten, die angebliche Häresie der Ordensbrüder einzuordnen. Man findet hier zum Beispiel Fragen über den Glauben und die Sakramente der Kirche, insbesondere die Eucharistie. Erstmals taucht in dieser zweiten Liste von Anklagepunkten auch der Vorwurf der Anbetung einer Katze auf, ein Element, das aus der deutschen anti-häretischen Tradition stammt. Die 88 Artikel wurden in die Liste der in Paris tagenden päpstlichen Kommission des vierten Verfahrens übernommen. Weiter ausgearbeitet wurden lediglich die Fragen nach der Verbreitung der Häresie im Orden.

### Norditalien
Der Prozess in Norditalien wurde wie alle Verfahren außerhalb Frankreichs durch die Bulle Faciens misericordiam von 1308 initiiert. Man kennt drei Kommissionen, die das Verfahren sowohl gegen den Orden als Institution, als auch gegen die einzelnen Ordensbrüder führten: die Kommission für die Lombardei und die Toskana unter dem Vorsitz des Erzbischofs von Pisa, des Bischofs von Florenz und eines Kanonikers aus Verona; die Kommission für die Romagna unter dem Vorsitz des Erzbischofs von Ravenna; die Kommission für das Patrimonium Petri – den Kirchenstaat – und das Herzogtum Spoleto unter dem Vorsitz des Erzbischofs von Sutri. Die Kommissionen fanden in Verbindung mit einem Provinzialkonzil statt. Ein Brief der lombardisch/toskanischen Kommission aus dem Jahr 1311 erwähnt nur 13 in der gesamten Region inhaftierte Templer. Der erste Verfahrensgang fand 1310 in Florenz statt und erbrachte keinerlei Resultate. Nach dem Befehl des Papstes, die Folter strenger anzuwenden, fand 1311 das zweite Verfahren statt.
Aber auch jetzt noch machten lediglich sechs der Templer teilweise belastende Geständnisse, die im noch existierenden Protokoll niedergelegt sind. Allein diese sechs Geständnisse wurden zum Provinzialkonzil gesandt, nicht die entlastenden Aussagen. Der Prozessverlauf in der Romagna begann erst im November 1310 mit der Befragung zweier Templer in Cesena durch den Erzbischof von Ravenna, Rinaldo da Concorezzo. Januar 1311 wurde in Ravenna die Diözesankommission eröffnet. Mitte Juni 1311 vernahm der Erzbischof 7 Templer aus Piacenza, unter ihnen ein Komtur, 5 aus Bologna, unter ihnen ein Provinzmeister, einen aus Faenza sowie 19 nicht dem Orden angehörige Zeugen. Alle Templer verneinten die vorgeworfenen Verbrechen. Der Erzbischof fragte beim Konzil nach, ob man die Templer foltern solle, um Geständnisse zu erlangen. Man sprach sich dagegen aus und für die Unschuld der Templer – mit Ausnahme der anwesenden Dominikaner. Die Templer, meinten die Konzilsteilnehmer, sollten sich vielmehr von den Anklagen mittels einer „kanonischen Purgatio“ reinigen: einem Reinigungseid also. Die unschuldigen Brüder sollten absolviert werden und die schuldigen gemäß dem kanonischen Recht bestraft.
Einzigartig für den gesamten Prozessverlauf: die Kommission von Ravenna betrachteten jene, die aus Furcht vor der Folter gestanden und anschließend ihre Geständnisse zurückgenommen hatten als unschuldig, ebenso jene, bei denen offensichtlich war, dass sie nur aus Furcht vor erneuter Folter nicht ebenfalls widerriefen. Die Protokolle der Kommission von Ravenna wurden zum Papst gesandt, der Erzbischof Da Concorezzo sofort die Anwendung der Folter befahl, die jener „aus Nachlässigkeit unterlassen habe“. Dennoch führte Rinaldo da Concorezzo keine neue Untersuchung durch. Aus diesem Grund wurde er später von der den Templerorden betreffenden Kommission auf dem Konzil von Vienne ausgeschlossen. Die Protokolle der Kommission von Venedig sind verloren, aber es scheint, dass auch sie für die Templer günstig ausgefallen waren.

### Patrimonium Petri und Spoleto
Das Verfahren der Kommission für das Patrimonium Petri und Spoleto begann Oktober 1309 in Rom im Kloster S. Bonifacio ed Alessio. Im Dezember 1309 sandte man zwei Boten in das päpstliche Gefängnis von Viterbo, wo 5 Templer einsaßen (ein Priester und vier Servienten). Die Gefangenen lehnten jedwede Aussage vor der Kommission ab. Im Laufe des April 1310 transferierte die Kommissionsleitung ihren Sitz nach Aquila. Dort verhörte sie 11 Nicht-Ordensangehörige. Ende April befragte man einen alten Templer in Penna. Daraufhin kehrte die Kommission nach Rom zurück. Aber im Mai 1310 wurden erneut Boten nach Viterbo gesandt. Nun erklärten sich die vier noch lebenden Zeugen zur Aussage bereit. Sie bekannten verschiedene Verbrechen. Vielleicht nach Anwendung der Folter bekräftigten sie ihre Geständnisse einige Tage später. Ende Juli wurde noch ein anderer alter Templer in Palombara vernommen. Die Protokolle der Verhöre dieser Zeugen existieren noch und geben erwartungsgemäß ein sehr variables Bild der dem Orden vorgeworfenen Häresie. Einige externe Zeugen sagten vor der Kommission in Segni und Velletri aus, wie es scheint, zugunsten des Ordens.

### Königreich Neapel und Grafschaft Provence

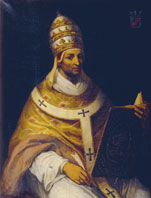
Papst Johannes XXII.

Die Templer im Königreich Neapel und in der Grafschaft Provence, Territorien von Charles II. d’Anjou, wurden im Frühjahr 1308 nach dem französischen Beispiel arretiert. Im Königreich Neapel wurden die ersten Verhöre durch den Erzbischof von Brindisi durchgeführt, ohne dass man irgendwelche Geständnisse erhielt. 1310 sandte der Papst drei Inquisitoren, um das Verfahren fortzuführen. Möglicherweise war die Vorladung nicht richtig veröffentlicht worden. Denn nur zwei Servienten sagten vor der Kommission aus. Man kann jedoch auch annehmen, dass die entlastenden Aussagen der Templer nicht niedergelegt wurden, wie dies leider fast überall der Fall war. Die Kommission beendete ihre Arbeit im Grunde ohne Ergebnis. Doch noch Papst Johannes XXII. musste sich mit den in Neapel inhaftierten Templern beschäftigen. Die Prozessakten der Grafschaft Provence sind unauffindbar. Man weiß nur, dass 1308 siebenundzwanzig Templer aus Aix und Grasse in Mayronicis eingekerkert waren, und 32 weitere aus Arles, Marseille, Avignon und Nizza in Pertuis.

### Leon, Kastilien und Portugal
Im August 1308 wurden auch de Mitglieder der Kommissionen von Leon, Kastilien und Portugal ernannt. Vorsitzende waren die Erzbischöfe von Toledo, Santiago de Compostela, Palencia und Lissabon. Man weiß, dass der Erzbischof von Compostela 30 Templer und drei externe Zeugen in Medina del Campo befragte, ohne belastende Geständnisse zu erhalten. Keine Ergebnisse im Sinne der Anklage gab es auch im Verfahren des Erzbischofs von Lissabon gegen vier externe Zeugen in Medna del Campo. Er befragte schließlich weitere 28 Templer und 6 Nicht-Ordensangehörige, die ebenfalls alle Anklagepunkte leugneten. Einzig in einem Fragment eines Protokolls, das die Aussagen von 5 Nicht-Templern enthält, finden sich einige ungünstige Dinge über den Orden, jedoch keine Bestätigung der ihm vorgeworfenen Verbrechen. Im Juli 1310 berief der Erzbischof von Toledo ein Konzil ein, um über die Templerfrage zu entscheiden, jedoch sind keine Dokumente hierzu überliefert. Oktober 1310 sprach sich ein Konzil in Salamanca für die Unschuld des Ordens aus und rehabilitierte seine Mitglieder.

### Navarra
In Navarra, mit der französischen Krone seit 1284 vereinigt und von einem Sohn Philipps IV. regiert, wurden die Templer 1307 nach dem französischen Beispiel inhaftiert. Auf die Bitte des Provinzmeisters von Aragon/Katalonien gelang es dem König von Aragon Jaime II., zumindest die Freilassung der aragonesischen Templer zu erwirken. Die weitere Entwicklung der Angelegenheit und das Schicksal der Brüder in Navarra sind unbekannt.

### Aragon

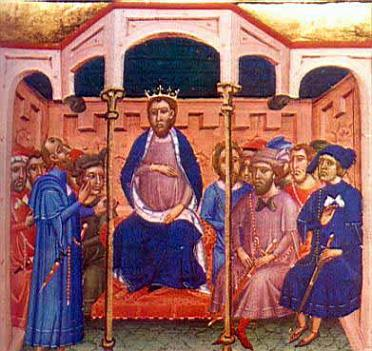
Jakob II. von Aragon

In Aragon begannen die Templer ihre Burgen in den Verteidigungszustand zu versetzen, nachdem König Jaime II. sich nicht deutlich genug für einen Schutz des Ordens ausgesprochen hatte. Am 1. Dezember 1307 befahl Jaime II. seinerseits die Arrestierung der Ordensbrüder und die Sequestration ihrer Güter in Aragon, Katalonien und Valencia. Die Vorladung der Templer vor das Inquisitionstribunal blieb ohne Ergebnis. Jaime ordnete daraufhin die Belagerung der Festungen des Ordens an. Die erste die fiel, war Peníscola, danach Burriana, Coves und einige andere kleine Burgen in Aragon und Katalonien. Die Korrespondenz des Königs zeigt, dass er von der Gelegenheit profitieren wollte, um sich der Burgen des Ordens zu bemächtigen. Die Belagerten in den verbleibenden Festungen, in erster Linie der Stellvertreter des Provinzmeisters, Raimon de Guardia, versuchten zu Gunsten der Gefangenen zu verhandeln, scheiterten jedoch. Ende Oktober 1308 ergab sich Miravet, im Mai 1309 Monzón und Chalamera, und im August Cantavieja.
Damit waren alle Festungen in der Hand des Königs. Die Ordensbrüder wurden in Gardeny, Bellver und anderen ihrer eigenen Häuser inhaftiert. Der Prozess begann im Frühjahr 1310 vor den Diözesan-Kommissaren. Man weiß von einer Kommission, der die Bischöfe von Valencia und Saragossa vorstanden, von der Februar bis März 1310 mehr als 30 Templer in Lerida vernommen wurden. 34 Protokolle (von 19 Servienten, 9 Rittern und 4 Kaplänen) sind noch erhalten. Alle fallen günstig für den Orden aus. Einige Tage später gaben die externen Zeugen – alles Kleriker – einige amüsante Anekdoten zu Protokoll. Die Franziskaner sprachen sich für die Unschuld der Templer aus. Weitere Verfahren fanden in Oleto und Stella statt. Alle Aussagen entlasteten den Orden. Januar 1310 führte der Bischof von Elne in Troilas ein Verfahren gegen 25 Templer der Komturei von Mas-Dieu und ihren Dependancen (18 Servienten, 3 Ritter, unter ihnen Raimon de Guardia, und 4 Kapläne).
Auch er erhielt nur günstige Zeugnisse. Bereits im März 1311 hatten die Kommissionen in Aragon und Katalonien ihre Arbeit beendet und die Protokolle dem Papst geschickt. Die Anordnung desselben, die Folter anzuwenden, traf einige Tage später ein. Die Abschlusssentenz des Konzils von Vienne 1312 war letztlich schon gesprochen, als ein Provinzialkonzil in Tarragona erneut über die Schuld der Templer verhandelte. Acht Brüder wurden vor das Tribunal gesandt, ein letztes Mal unter Folter befragt, doch sie gestanden nichts. Die Konzilsväter fanden kein einziges der dem Orden vorgeworfenen häretischen Verbrechen bei ihnen und sprachen sie alle frei. Wegen der unterdessen vom Papst verfügten Aufhebung des Ordens, gewährten die Konzilsväter den Templern eine Pension aus den Einkünften der ehemaligen Ordensgüter. 1331 gestattete ihnen Papst Johannes XXII., in andere monastische Orden einzutreten.

### England
In England bezweifelte König Edward II. die Anschuldigungen und wies sie als unglaubwürdig zurück. In einem Schreiben an die Könige von Portugal, Kastilien, Aragonien und Sizilien (4. Dezember 1307) unterstrich er den guten Ruf der Templer in Bezug auf ihre Frömmigkeit und Redlichkeit, erinnerte an ihre besonderen Verdienste um den Glauben. Außerdem forderte er sie auf, den Anschuldigungen keinen Glauben zu schenken und den Templern oder ihrem Eigentum keinen Schaden zuzufügen, solange die angeblichen Ungerechtigkeiten nicht rechtmäßig nachgewiesen wären. Auch an Papst Clemens richtete er einen Brief (10. Dezember 1307), in dem er seine Verwunderung und sein Entsetzen darüber zum Ausdruck brachte, dass die hohe Wertschätzung, die er und sein ganzes Königreich den Templern entgegenbrachten, ihn daran hindere, den Anschuldigungen zu glauben. Edward, hielt jedoch nur kurz an seiner anfänglichen Überzeugung fest und wandte sich bald darauf gegen die Templer. Bis Ende 1307 wurden versiegelte Anweisungen zur Verhaftung und Konfiszierung verfasst. Gemäß der königlichen Anordnung wurden zwischen dem 8. und dem 11. Januar etwa einhundertfünfzig Templer in England verhaftet, und ihr Eigentum konfisziert.
Der Erzbischof von Canterbury verkündete allerdings die feierliche Exkommunikation gegen alle, die Templern auf der Flucht halfen oder sie beherbergten – offenbar also ein häufig vorkommender Fall. Oktober 1309 wurden die Verfahren der Kommissionen gegen die Personen einerseits und den Orden als Institution in London, Lincoln und York eröffnet. Aus dem ganzen Königreich sandte man die Gefangenen dorthin. Die bestimmenden Personen innerhalb dieser Tribunale waren, außer dem Erzbischof von York, zwei französische Kapläne, die in drei Diözesen das Inquisitionsverfahren in Übereinstimmung mit den Prälaten. Ab Oktober bis November 1309 wurden in London 43 Templer befragt, die jedoch nichts gestanden. Im Dezember 1309 gestattete der König auf Nachfragen der Inquisitoren die Anwendung der Folter, doch blieb die Anwendung dessen in England problematisch. Von Januar bis März 1310 wurden 34 weitere Templer in London examiniert, noch ohne Folter und demzufolge auch ohne belastende Geständnisse zu erhalten.
Diese ersten Verfahren wurden gemäß den Anklageartikeln der Bulle Faciens misericordiam verhört. Im selben Jahr fand ein Konzil in York statt, dem der Erzbischof vorstand, um die Templerfrage zu entscheiden. Auf die Vorladung meldete sich jedoch keiner der Ordensbrüder, die Konzilsväter betrachteten sie also als „verstockte Häretiker“ und reservierte sich die Urteilsfällung für eine spätere Sitzung. Im Sommer 1310 beklagten sich die französischen Inquisitoren, dass der Prozess nicht vorankäme. Papst Clemens beschuldigte die englischen Prälaten der Nachlässigkeit und forderte aufs Neue die strenge Anwendung der Folter. Das Provinzialkonzil von Canterbury, das im September des gleichen Jahres stattfand, entschied, die Verfahren zu wiederholen, diesmal unter Anwendung der Folter. Also wurden die in London inhaftierten Templer den Sheriffs übergeben. Des Weiteren ordnete der König an, alle in seinem Reich inhaftierten Templer nach London zu bringen, in Vorbereitung auf ein geplantes Provinzialkonzil.
Man weiß von keinen Geständnissen während dieser Periode des englischen Prozesses. Im Frühjahr 1311 jedenfalls entschieden die Kommissionen ein erneutes Vorgehen, bei dem neue Anklageartikel zum Einsatz kommen sollten, die zum Beispiel die Leugnung der Ewigen Seligkeit enthielten und die Leugnung der Transsubstantiation. Aber die Aussagen von 11 befragen externen Zeugen erbrachte nichts als einen allgemeinen Verdacht – und dieser war ja schon im Verlauf des Prozesses geschürt worden und konnte daher nicht als Beweis gewertet werden. Im April 1311 nahm die Kommission in London die Aussagen von einer großen Anzahl Laien und Mitgliedern der Bettelorden auf. Während dieser Sitzung wurden die Protokolle redigiert, die uns heute einige farbige Templer-Legenden zeigen, denen allerdings der Bezug zur Wirklichkeit fehlt. Doch die Kommissare gaben den Angeklagten die Möglichkeit der Verteidigung. Der Provinzmeister von England und seine Gefährten, die in London inhaftiert waren, bekannten ihren katholischen Glauben.
1311 wurde ein zweites Konzil in York einberufen, während dessen die befragten Templer den allgemeinen Häresieverdacht gegen ihren Orden bestätigten – natürlich bestand ein solcher nach 5 Jahren diverser Verfahren in ganz Europa. Die Angeklagten erhielten die Absolution und man verteilte sie auf verschiedene Klöster, damit sie dort Buße täten. Im Juni und im Juli fand ein weiteres Konzil in London statt, auf dem man (endlich) drei belastende Geständnisse erzielte. Die Bekennenden waren zwei ehemalige Templer und der Schatzmeister des Temple von London. Dies sind vermutlich die einzigen Geständnisse des gesamten Prozesses in England. Auf ihrer Grundlage wurde der Orden in England verurteilt. Der Großteil der Templer wurde nach dem letzten Urteilsspruch in Klöster gesandt, nur die beiden Provinzmeister von England und der Auvergne blieben in Haft. Guillaume de la More starb 1312, Himbert Blanc nach 1313.

### Irland
Die Templer in Irland wurden ebenfalls im Januar 1308 auf Befehl König Edwards inhaftiert und ihre Güter konfisziert. Einige Leute wie der Schatzmeister der Krone für Irland, nutzten die Gelegenheit, sich einiger Güter zu bemächtigen. Wie es scheint, wurden alle Ordensbrüder in Dublin festgehalten, wo die Diözesankommission unter dem Vorsitz des Erzbischofs und der vom Papst entsandten Inquisitoren tagte. Die Verhöre begannen im Januar 1310 in der Kathedrale Sankt Patrick. 15 Aussagen der Dubliner Templer sind die einzigen Protokolle, die erhalten sind. Möglicherweise bestand diese Gruppe nur aus Komturen, denn man kennt in Irland rund 15 Ordenshäuser, die unmöglich mit allein 8 Mann besetzt gewesen sein können… Diese 15 Templer, unter ihnen der Provinzmeister Henry Tanet und sein Kaplan, stritten die Anklagepunkte ab.
Anschließend befragte die Kommission noch 42 externe Zeugen, von denen 39 Angehörige anderer Orden waren. Sie erzählten zum Großteil allgemeine Gerüchte und Legenden vom Hörensagen. Zwei Zeugen erklärten, sie hätten Templer gesehen, die die Hostie bei der Elevation nicht angesehen hätten. Das ist alles. Die Kommission von Dublin beendete ihre Arbeit im Juni 1310. Die Versorgung der Gefangenen gestaltete sich äußerst schwierig, trotz des königlichen Befehls, dass sie aus Einkünften ihrer Güter zu unterhalten seien – doch jene befanden sich unterdessen oft längst in zweifelhaften dritten und vierten Händen. 1311 bittet der irische Provinzmeister um seine Freilassung gegen Kaution, um den Unterhalt seiner Brüder sicherzustellen. Der König gab der Bitte nicht statt, sondern betraute den Justiziar von Irland mit der Führung der ehemaligen Templergüter und der Versorgung der Inhaftierten. Nach der Aufhebung des Ordens durch die Bulle Vox in excelso wurden die in Dublin inhaftierten Templer entlassen, der Provinzmeister gegen Kaution.

### Schottland
In Schottland gelang es lediglich, zwei Templer festzunehmen, und diese beiden gestanden nichts. Auch 41 externe Zeugen machten keinerlei belastende Aussagen. Zahlreiche spätere Legenden aus dem Kreis der Folklore und der Freimaurer berichten, dass die Ordensbrüder in Schottland offiziellen Schutz genossen hätten – doch der Beweis fehlt bis jetzt.

### Deutschland

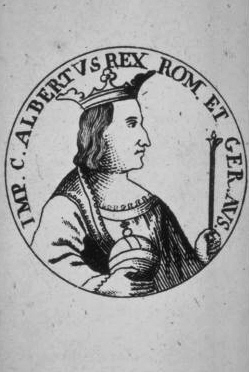
Albrecht I. von Habsburg

Der deutsche König Albrecht I. leistete den Forderungen keine Folge, die der französische König 1308 an ihn richtete. Er ließ die Templer nicht verhaften. Die deutschen Prälaten waren dem Orden auch nicht feindlich gesinnt, mit Ausnahme des Erzbischofs von Magdeburg Burchard III. Dennoch begann auch hier das angeordnete Verfahren. Papst Clemens befahl Peter von Aspelt, dem Erzbischof von Mainz, und seinen Suffraganen, gegen die einzelnen Personen des Ordens vorzugehen, doch sollten sie sich jedweden Urteils über den Orden als Institution und auch über den Provinzmeister von Deutschland enthalten. Den Vorsitz über die einzelnen Diözesankommissionen sollten die Erzbischöfe von Mainz, Köln, Trier, Magdeburg, Prag, Riga und die Bischöfe von Basel, Konstanz, Breslau und Uppsala innehaben.
Trotz des ausdrücklichen Befehls des Papstes ließ der Erzbischof von Magdeburg den Provinzmeister Friedrich von Alvensleben inhaftieren, ebenso wie einige andere Brüder der Provinz. Die entkommenen Templer suchten mit einigen Freunden Zuflucht in der Burg von Beyernaumburg, gelegen in der Diözese Halberstadt. Daraufhin suchte Burchard den Platz mit Gewalt zu erobern, eine Handlung, für die ihn Albrecht I. von Anhalt, der Bischof von Halberstadt, exkommunizierte. Schließlich war der Erzbischof von Magdeburg gezwungen, einen Vertrag mit den Templern zu schließen, in dem er ihnen Sicherheit versprach. Die Prozessakten des deutschen Verfahrens sind verloren. Man weiß nichtsdestoweniger, dass der Orden hier viele Freunde besaß, denn im September 1309 spricht der Erzbischof von Mainz Peter von Aspelt in einem Brief von einem begonnenen Inquisitionsverfahren gegen die Begünstiger der Templer.
Mai 1311 fand ein Provinzialkonzil in Mainz statt, während dessen etwa 20 bewaffnete Ordensbrüder mit ihrem Komtur sich überraschend einfanden und gegen die ungerechten Verfahren in Frankreich protestierten. Der Erzbischof versprach, in dieser Sache sich an den Papst zu wenden und entließ sie ohne jeden Versuch, sie festzusetzen. Vermutlich wurden im Laufe dieses Konzils noch weitere 49 Zeugen, unter ihnen 37 Templer, vernommen, die zugunsten des Ordens aussagten. Das Konzil von Mainz entschied also die Unschuld dieser Personen und – gegen den Befehl des Papstes – auch die Unschuld des gesamten Ordens. Aus diesem Grunde annullierte Clemens V. die Mainzer Sentenz. Über das weitere Schicksal der deutschen Templer ist nichts bekannt. Nach dem Konzil von Vienne wurden sie gezwungen, ihre Güter zu verlassen.

### Zypern
Im März 1308 erhielt der Bischof von Limassol und Administrator der Kirche von Nicosia auf Zypern den päpstlichen Befehl, den Prozess gegen die Templer zu eröffnen. Als er bemerkte, dass die Brüder entschlossen waren, sich zu verteidigen, und sei es mit Waffengewalt, wandte sich der Bischof an Amaury von Tyrus, Regent der Insel. Einen Monat später war es Amaury gelungen, die Templer zu entwaffnen – weniger mit Gewalt als mit Geschick und Versprechungen vermutlich, denn der Orden war sein alter Verbündeter im Kampf um die Krone. Amaury konfiszierte die Güter und ließ die Kirchen der Templer schließen. Doch der abgesetzte König Henri II. protestierte und erlangte so die Wiedereröffnung der Kirchen und die Möglichkeit für die Brüder, Messe zu feiern.
Die Proteste Amaurys an den Papst blieben ohne Wirkung. Clemens V. sandte seinen Legat, um gegen die zypriotischen Templer das Verfahren einzuleiten. Dennoch begann dieses erst im Mai 1310, und zwar unter dem Vorsitz der Bischöfe von Famagusta und Limassol. Bis zum 5. Mai nahm man die Aussagen von 21 externen Zeugen auf, unter ihnen Verwandte des abgesetzten Königs Henri II. – den Templern feindlich gesinnt, wie man annahm. Ab dem 5. Mai bis zum 31. Mai wurden 76 Ordensbrüder befragt (47 Ritterbrüder, unter ihnen der Marschall des Ordens Ayme d’Oiselier und der Provinzmeister von Apulien Odo de Villarote; 26 Servienten und 3 Kapläne aus allen Provinzen des Ordens). Vom 1. bis zum 19. Juni wurden weitere externe Zeugen aus allen sozialen Schichten vernommen. Sämtliche Templer verneinten die Anklagepunkte und verteidigten den Orden. Und auch die externen Zeugen, einschließlich der Verwandten Henri II., machten keine belastenden Aussagen. Sie erinnerten an die große Verehrung der Templer für das Heilige Kreuz, ihre heroische Verteidigung des Heiligen Landes und unterstrichen, dass die Gerüchte ihren Anfang erst nach der Veröffentlichung der Anklagepunkte begannen. Einer der Zeugen berichtete sogar ein Hostienwunder, um den katholischen Glauben der Ordensbrüder zu bekräftigen.

## Die Bulle „Vox in excelso“ von 1312 und der letzte Akt in Paris 1314

Die Hinrichtung Jacques de Molays und Godefrois de Charnys 1314 auf einer franz. Miniatur des 15. Jh.s

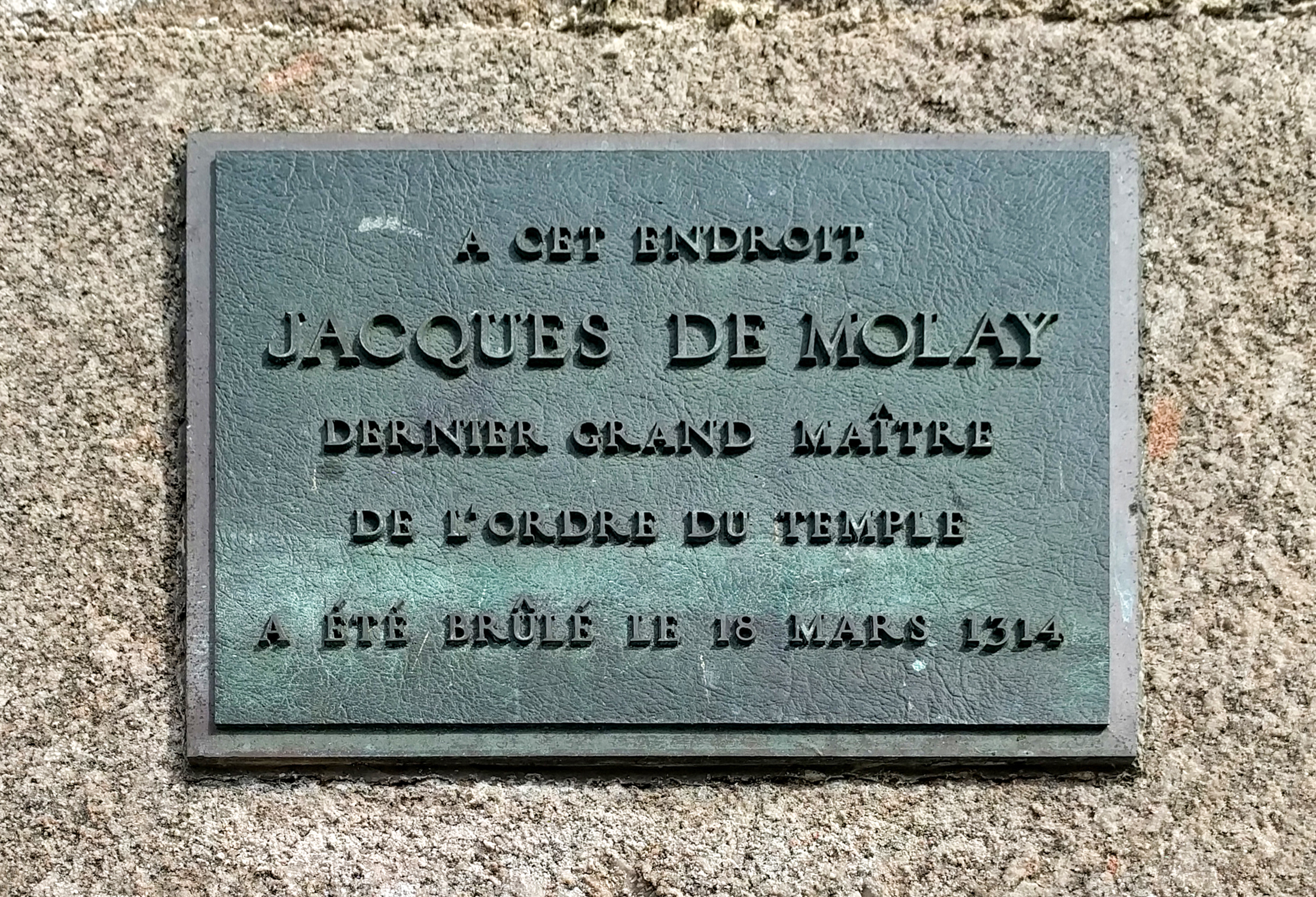
Gedenktafel für Jacques de Molays in Paris am Ort seiner Hinrichtung

Die Diözesankommissionen führten ihre Arbeit gegen die Personen des Ordens auch noch nach dessen offizieller Aufhebung fort, die auf dem Generalkonzil von Vienne mit der Bulle Vox in excelso am 22. März 1312 ausgesprochen wurde. Die Bulle Ad providendam vom Mai desselben Jahres sprach beinahe alle Güter des Templerordens den Johannitern zu. Das Verfahren gegen den Meister und die anderen obersten in Frankreich inhaftierten Würdenträger wurde im Dezember 1312 einer Kardinalskommission übertragen. Sie fällte ihr Urteil, das auf lebenslangen Kerker lautete, am 18. März 1314. Jacques de Molay und der Provinzmeister der Normandie, Godefrois de Charny, widerriefen daraufhin öffentlich all ihre früheren Geständnisse und erklärten die Unschuld des Ordens. König Philippe IV. ließ sie noch am selben Abend auf einer Seine-Insel verbrennen. Die anderen beiden Ordensoberen, der vormalige Großvisitator Hugues de Pairaud und der Ordensmeister von Aquitanien, Godefroi de Gonneville, schwiegen dagegen und wurden zu lebenslanger Haft verurteilt. Pairaud saß noch bis mindestens 1321 in Kerkerhaft und wurde in diesem Jahr nochmals nach dem verschwundenen Templerschatz befragt. Ein offizieller Schuldspruch im Sinne des kanonischen Rechts war übrigens nie erfolgt – die Aufhebung erfolgte lediglich mit der Begründung der allgemeinen Unruhe und der Infamie, die durch den Prozess entstanden sei.

## Der Templerprozess in zeitgenössischen Chroniken